# Castelnuovo (Assisi)
Castelnuovo (auch Castelnuovo d’Assisi genannt) ist ein Gemeindeteil von Assisi in der Provinz Perugia, in Umbrien, Mittelitalien.

## Geografie
Das ehemalige Dorf liegt 8 km südwestlich von Assisi in einer Höhe von etwa 195 m über dem Meeresspiegel. Es hat heute etwa 754 Einwohner.

## Sehenswürdigkeiten
- Castello di Castelnuovo, Befestigungsanlage aus dem 12. Jahrhundert
- Chiesa di Santa Lucia, Kirche mit Fresken aus dem 15. Jahrhundert